# 吉爾莫爾 (伊利諾伊州埃芬漢縣)
吉爾莫爾（英語：Gilmore）是位於美國伊利諾伊州埃芬漢縣的一個非建制地區。該地的面積和人口皆未知。

## 地理
吉爾莫爾的座標為38°59′15″N 88°43′03″W / 38.98750°N 88.71750°W，而該地的平均海拔高度為177米（即581英尺）。